# Željko Ivanek
Željko Ivanek (IPA: [ˈʒeʎko iˈʋanək]) (ur. 15 sierpnia 1957 w Lublanie) – amerykański aktor pochodzenia słoweńskiego.
Ivanek urodził się w Lublanie, w Jugosławii (obecnie w Słowenii). Wyemigrował razem z rodzicami do Stanów Zjednoczonych w 1960. Po dwóch latach pobytu jego rodzina wróciła na pięć lat do ojczyzny, ostatecznie w 1967 wrócili znowu do Stanów Zjednoczonych. W 1978 ukończył studia na Uniwersytecie Yale, a potem uczęszczał do Królewskiej Akademii Sztuki Dramatycznej. Występował na Broadwayu.

## Wybrana filmografia

### Filmy fabularne
- 1991: Nasi synowie jako Donald Barnes
- 1995: Stróż brata mego jako doktor Hill
- 1996: Sztorm jako kapitan Sanders
- 1997: Donnie Brasco jako Tim Curley
- 1998: Adwokat jako Bill Crowley
- 2003: Dogville jako Jack McKay
- 2005: Manderlay jako dr Hector
- 2012: 7 psychopatów jako Paulo
- 2012: Operacja Argo jako Robert Pender
- 2012: Między wierszami jako Cutler
- 2017: Trzy billboardy za Ebbing, Missouri jako Desk

### Seriale
- Oz jako gubernator James Devlin
- Trzy na jednego jako JJ
- Układy jako Ray Fiske
- John Adams jako John Dickinson
- The Event: Zdarzenie jako Blake Sterling
- Lekarz mafii jako doktor Stafford White
- LOST jako Edmund Burke
- Banshee jako Jim Racine
- Madam Secretary jako Russell Jackson
- Z Archiwum X odc. 23 jako Roland Fuller / Dr. Arthur Grable